# محاصره مفکینگ
محاصره مفکینگ، مهمترین اقدام نیروهای بریتانیایی در جریان جنگ دوم بوئر بود. این محاصره از اکتبر ۱۸۹۹ تا مهٔ ۱۹۰۰ میلادی، به‌مدت بیش از ۲۱۷ روز به‌طول انجامید. این نبرد ژنرال رابرت بادن-پاول را، که پی‌گیر بنیانگذاری سازمان پیش‌آهنگی بود، به قهرمانی ملی بدل کرد.

## نگارخانه

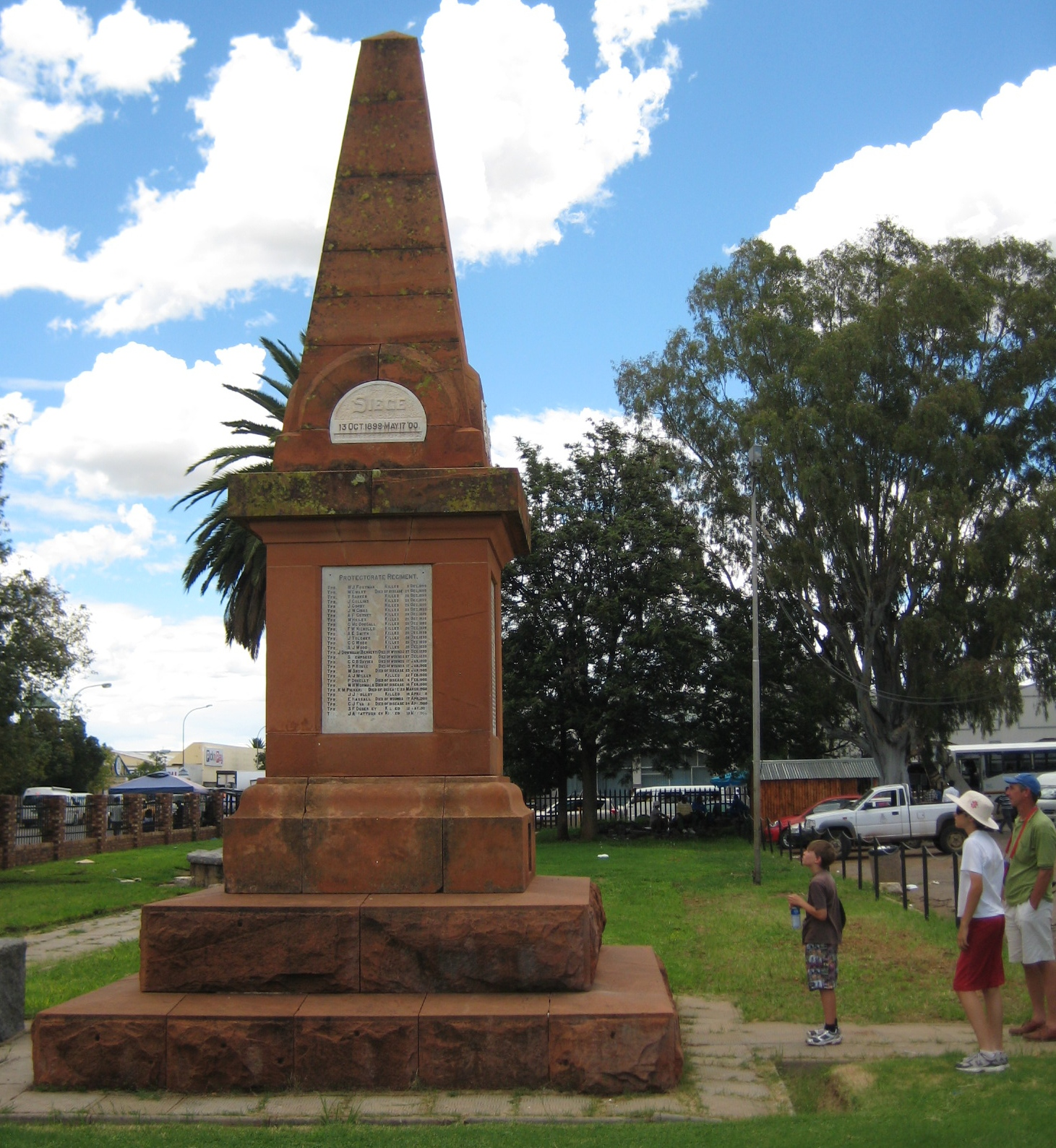